# Козача застава
«Козача застава» (рос. «Казачья застава») — радянський художній фільм 1982 року.

## Сюжет
У Першу світову війну амурський козак Олексій Бутов пішов на фронт. У 1915 році його поранили, потім він потрапив в полон, але втік. Пізніше він брав участь в революції і в громадянській війні на боці червоних. Тільки в 1923 році довелося йому повернутися в рідну станицю на Амурі. І він розуміє, що земляки вважають його загиблим ще в 1915 році. Дружина — одружена з його найкращим другом, народила в цьому шлюбі дочку, а рідний син Олексія не визнає батька. Але потрібно якось жити далі, тим більше, що треба захищати рідний край від набігів хунхузів і білогвардійців, що залишилися…

## У ролях
- Борислав Брондуков —  Олексій Бутов
- Яна Друзь —  Марія
- Євген Паперний —  Яків
- Анна Твеленьова —  Анна
- Ігор Лєдогоров —  Терентій
- Василь Сорокін —  Вася
- Костянтин Степанков —  Парамон
- Болот Бейшеналієв —  Лю Фан Чін
- Володимир Хотиненко —  білобандит Степан
- Лев Перфілов —  белобандіт Ірод
- Ментай Утепбергенов —  епізод

## Знімальна група
- Автор сценарію: Роман Солодовников
- Режисер: Віктор Живолуб
- Композитор: Геннадій Подельський
- Оператори-постановники: Євген Беркут, Микола Гайл
- Художник-постановник:  Володимир Хотиненко
- Звукорежисерка: Ольга Матвєєва